# Grande Prêmio Südkärnten
O Grande Prêmio Südkärnten (oficialmente: GP Südkärnten) é uma carreira ciclista de um dia que se disputa na Áustria, no mês junho ou agosto.
Começou-se a disputar em 2001 como profissional com o nome de Kettler Classic-Südkärnten, primeiro na categoria 1.4 e um ano depois na 1.5 (última categoria do profissionalismo). Desde o 2003 passou a fazer parte do Völkermarkter Radsporttage (Dias de Ciclismo do Distrito de Völkermarkt) como segunda carreira de dito troféu amador, também desde a criação do Tchibo Cup em 2007 pertence a dito troféu nacional. Em 2012 voltou ao profissionalismo com o actual nome fazendo parte do UCI Europe Tour, dentro da categoria 1.2 (última categoria do profissionalismo).

## Palmarés
Em amarelo: edição amador.
| Ano                        | Ganhador            | Segundo               | Terceiro             |
| Kettler Classic-Südkärnten |                     |                       |                      |
| -------------------------- | ------------------- | --------------------- | -------------------- |
| 2001                       | Sasa Sviven         | Filippo Baldo         | Petr Herman          |
| 2002                       | Vladislav Borisov   | Fabio Bulgarelli      | Rene Weissinger      |
| Völkermarkter Radsporttage |                     |                       |                      |
| 2003                       | Hannes Hempel       | Christian Pfannberger | Maurizio Vandelli    |
| 2004                       | Hans-Peter Obwaller | Paul Crake            | Petr Herman          |
| 2005                       | René Weissinger     | Harald Totschnig      | Uroš Silar           |
| 2006                       | Nico Graf           | Gašper Švab           | Petr Herman          |
| 2007                       | Markus Eibegger     | Martin Riska          | Harald Starzengruber |
| 2008                       | Ján Valach          | Michael Pichler       | Robert Nagy          |
| 2009                       | Michael Pichler     | Björn Thurau          | Jan Bárta            |
| 2010                       | Matija Kvasina      | Marcel Ternovsek      | Matej Mugerli        |
| 2011                       | Robert Vrečer       | Vladimir Kerkez       | Dejan Bajt           |
| GP Südkärnten              |                     |                       |                      |
| 2012                       | Marko Kump          | Giuseppe De Maria     | Oliver Hofstetter    |
| 2013                       | Julian Alaphilippe  | Matej Mugerli         | Leonardo Pinizzotto  |
| 2014                       | Andrea Pasqualon    | Matej Mugerli         | Markus Eibegger      |

## Palmarés por países
| País       | Vitórias |
| ---------- | -------- |
| Áustria    | 4        |
| Eslovênia  | 3        |
| Alemanha   | 2        |
| Rússia     | 1        |
| Eslováquia | 1        |
| Croácia    | 1        |
| França     | 1        |
| Itália     | 1        |